# کلیسای جوبیلی

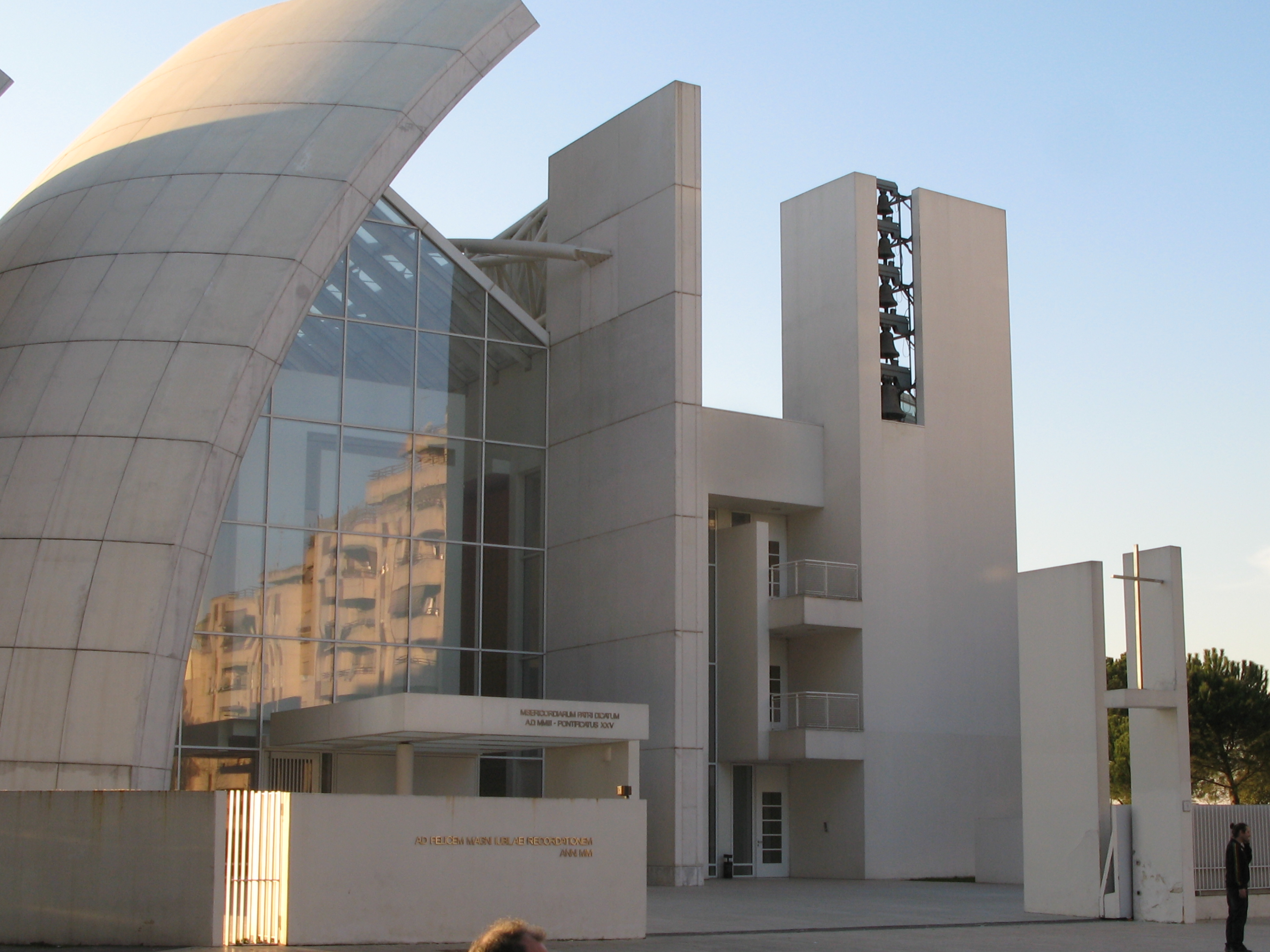

کلیسای جوبیلی (به انگلیسی: Jubilee Church) (Chiesa di Dio Padre Misericordioso) یا Tor Tre Teste به دستور و سفارش پاپ ژان پل دوم در ادامه طرح پنجاه کلیسا برای رم در سال ۲۰۰۰ میلادی توسط ریچارد مایر (Richard Meier)، معمار آمریکای ساخته شده‌است. سه طاق نیم کره‌ای شکل آن نمادی از تثلیث در دین مسیح می‌باشند.